# Cycle des Saboteurs

Le Cycle des Saboteurs (titre original : ConSentiency) est une œuvre littéraire de science-fiction réalisée par Frank Herbert.

## Romans et nouvelles faisant partie du cycle des Saboteurs
- 1958 : Tracer son sillon (en), nouvelle traduite en français par Pierre-Paul Durastanti dans le recueil Le Bureau des sabotages, Le Bélial', 2021  (ISBN 978-2-84344-976-5)
- 1964 : Délicatesses de terroristes (en), nouvelle traduite en français par Dominique Haas dans le recueil Les Prêtres du psi, Pocket, 2006, pp. 155 à 196  (ISBN 2-266-16441-4)
- 1973 : L'Étoile et le Fouet (Whipping Star)
- 1979 : Dosadi (The Dosadi Experiment)

## Univers de la CoSentience

### Les organisations
- Bureau du Sabotage, ou Bu Sab
- Clans Wreaves
- Barreau Gowadchin
- Phylums Gowadchins et Palenkis
- R & R, ou Redécouverte et Rééducation

### Les races extraterrestres de la CoSentience
- Calibans : êtres multidimensionnels, aux pouvoirs quasi-divins, dont les représentants dans notre univers vivent dans les étoiles dont les immenses énergies sont nécessaires à leur vie.
- Esthéticiens de Steadyon
- Gowadchins : race ressemblant aux batraciens, organisée en phylums (cercle ou clan).
- Laclac
- Palenkis : sortes de tortue, enclins à la violence, sous la tutelle des Gowadchins depuis que « R & R les a réunies à la grande famille co-sentiente » (L’Étoile et le fouet) dont ils ont copié l’organisation en phylum.
- Pan Spechi : race dont l’« ego » d’un individu passe d’un corps à l’autre par un organe situé dans la tête. Chaque individu possédant une crèche de corps « vierges » prêt à accueillir l’égo.
- Taprisiote : race dont les individus ressemblent à des souches, et ont le pouvoir de permettre les communications longue distance entre les co-sentients. Une relation entre leur pouvoir et ceux des Calibans semble exister.
- Wreaves : race insectoïde dotée de mandibules, d’yeux à facettes et d’un exosquelette chitineux. Leur organisation sociale est clanique, avec une grande importance accordée au concept d’honneur.

### Les personnages récurrents
- Napoléon Bildoon, Pan Spechi, chef du Bu Sab (Bureau des Sabotages)
- Jorj X. McKie, humain, Saboteur Extraordinaire
- Fanny Mae, Calibane